# Ричмондвілл (Нью-Йорк)
Ричмондвілл (англ. Richmondville) — місто (англ. town) в США, в окрузі Скогарі штату Нью-Йорк. Населення — 2466 осіб (2020).

## Демографія
Згідно з переписом 2010 року, у місті мешкало 2610 осіб у 1087 домогосподарствах у складі 717 родин. Було 1251 помешкання
Расовий склад населення:
| - 96,9 % — білих - 0,8 % — чорних або афроамериканців - 0,6 % — азіатів - 0,3 % — корінних американців |

До двох чи більше рас належало 1,3 %. Частка іспаномовних становила 2,2 % від усіх жителів.
За віковим діапазоном населення розподілялося таким чином: 22,7 % — особи молодші 18 років, 61,3 % — особи у віці 18—64 років, 16,0 % — особи у віці 65 років та старші. Медіана віку мешканця становила 42,1 року. На 100 осіб жіночої статі у місті припадало 94,5 чоловіків;  на 100 жінок у віці від 18 років та старших — 96,7 чоловіків також старших 18 років.
Середній дохід на одне домашнє господарство  становив 61 172 долари США (медіана — 48 750), а середній дохід на одну сім'ю — 72 793 долари (медіана — 65 909). Медіана доходів становила 47 442 долари для чоловіків та 29 473 долари для жінок. За межею бідності перебувало 15,7 % осіб, у тому числі 19,4 % дітей у віці до 18 років та 12,0 % осіб у віці 65 років та старших.
Цивільне працевлаштоване населення становило 1127 осіб. Основні галузі зайнятості: освіта, охорона здоров'я та соціальна допомога — 28,1 %, роздрібна торгівля — 16,9 %, будівництво — 10,4 %, мистецтво, розваги та відпочинок — 8,8 %.